# Huta, Ratne
Huta (în ucraineană Гута) este o comună în raionul Ratne, regiunea Volînia, Ucraina, formată numai din satul de reședință.

## Demografie
Componența lingvistică a satului Huta
     Ucraineană (98,29%)
     Belarusă (1,3%)
     Alte limbi (0,06%)
Conform recensământului din 2001, majoritatea populației satului Huta era vorbitoare de ucraineană (98,29%), existând în minoritate și vorbitori de belarusă (1,3%).